# Atletica leggera ai Giochi della XV Olimpiade - Maratona

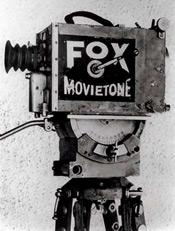
Video della gara (la maratona è mostrata dal minuto 1'23")

La competizione della maratona di atletica leggera ai Giochi della XV Olimpiade si è disputata il giorno 27 luglio 1952 con partenza e arrivo allo Stadio olimpico di Helsinki.

## Classifica
La miglior prestazione mondiale è dell'inglese Jim Peters con 2h20'43". In gara Emil Zátopek, che corre la sua prima maratona ufficiale, rimane coperto dietro ai primi. Al 19° chilometro si trova solo con Peters e lo svedese Jansson. Ad un certo punto dice loro in inglese: "Non stiamo tenendo un ritmo troppo basso?". Non riceve risposta e allora decide di passare dalle parole ai fatti. I due provano a stargli dietro ma poi devono cedere; Peters "scoppia" prima dell'arrivo. Zátopek arriva solitario al traguardo senza problemi. Terzo oro con il terzo record olimpico. Nel finale supera Jansson anche Reinaldo Gorno, rimasto prudentemente sul proprio passo.
Neanche i grandi Hannes Kolehmainen e Paavo Nurmi erano riusciti a vincere 5000, 10.000 e Maratona nella stessa Olimpiade.
| Pos.    | Atleta                  | Nazione          | Tempo Ufficiale |
| ------- | ----------------------- | ---------------- | --------------- |
| Oro     | Emil Zátopek            | Cecoslovacchia   | 2h23'03"2       |
| Argento | Reinaldo Gorno          | Argentina        | 2h25'35"0       |
| Bronzo  | Gustaf Jansson          | Svezia           | 2h26'07"0       |
| 4       | Choi Yun-Chil           | Corea del Sud    | 2h26'36"0       |
| 5       | Veikko Karvonen         | Finlandia        | 2h26'41"8       |
| 6       | Delfo Cabrera           | Argentina        | 2h26'42"4       |
| 7       | József Dobronyi         | Ungheria         | 2h28'04"8       |
| 8       | Erkki Puolakka          | Finlandia        | 2h29'35"0       |
| 9       | Geoffrey Iden           | Gran Bretagna    | 2h30'42"0       |
| 10      | Wallace Hayward         | Sudafrica        | 2h31'50"2       |
| 11      | Sydney Luyt             | Sudafrica        | 2h32'41"0       |
| 12      | Gustav Östling          | Svezia           | 2h32'48"4       |
| 13      | Victor Dyrgall          | Stati Uniti      | 2h32'52"4       |
| 14      | Luis Celedón            | Cile             | 2h33'45"8       |
| 15      | Adrianus van der Zande  | Paesi Bassi      | 2h33'50"0       |
| 16      | Viktor Olsen            | Norvegia         | 2h33'58"4       |
| 17      | Mikko Hietanen          | Finlandia        | 2h34'01"0       |
| 18      | Charles Dewachtere      | Belgio           | 2h34'32"0       |
| 19      | William C. Keith        | Sudafrica        | 2h34'38"0       |
| 20      | Yakov Moskachenkov      | Unione Sovietica | 2h34'43"8       |
| 21      | Mihály Esztergomi       | Ungheria         | 2h35'10"0       |
| 22      | Doroteo Flores          | Guatemala        | 2h35'40"0       |
| 23      | Jean Simonet            | Belgio           | 2h35'43"0       |
| 24      | Jakob Kjersem           | Norvegia         | 2h36'14"0       |
| 25      | Katsuo Nishida          | Giappone         | 2h36'19"0       |
| 26      | Keizō Yamada            | Giappone         | 2h38'11"2       |
| 27      | Fieodosij Vanin         | Unione Sovietica | 2h38'22"0       |
| 28      | Grigorij Suchkov        | Unione Sovietica | 2h38'28"8       |
| 29      | Henry Norrström         | Svezia           | 2h38'57"4       |
| 30      | Dieter Engelhardt       | Germania         | 2h39'37"2       |
| 31      | Dinu Cristea            | Romania          | 2h39'42"2       |
| 32      | Jean Leblond            | Belgio           | 2h40'37"0       |
| 33      | Choi Chung-Sik          | Corea del Sud    | 2h41'23"0       |
| 34      | John Systad             | Norvegia         | 2h41'29"8       |
| 35      | Jaroslav Šourek         | Cecoslovacchia   | 2h41'40"4       |
| 36      | Thomas M. Jones         | Stati Uniti      | 2h42'50"0       |
| 37      | Robert Prentice         | Australia        | 2h43'13"4       |
| 38      | Muhammad Havildar Aslam | Pakistan         | 2h43'38"2       |
| 39      | Adolf Gruber            | Austria          | 2h45'02"0       |
| 40      | Paul Collins            | Canada           | 2h45'58"0       |
| 41      | Vasile Teodosiu         | Romania          | 2h46'00"8       |
| 42      | Erik Simonsen           | Danimarca        | 2h46'41"4       |
| 43      | Ludwig Warnemünde       | Germania         | 2h50'00"0       |
| 44      | Theodore Corbitt        | Stati Uniti      | 2h51'09"0       |
| 45      | Claude Smeal            | Australia        | 2h52'23"0       |
| 46      | Asfò Bussotti           | Italia           | 2h52'55"0       |
| 47      | Winand Osiński          | Polonia          | 2h54'38"2       |
| 48      | Olaf Sørensen           | Danimarca        | 2h55'21"0       |
| 49      | Joseph West             | Irlanda          | 2h56'22"8       |
| 50      | Rudolf Morgenthaler     | Svizzera         | 2h56'33"0       |
| 51      | Hassan Abdel Fattah     | Egitto           | 2h56'56"0       |
| 52      | Surat Mathur            | India            | 2h58'09"2       |
| 53      | Artidoro Berti          | Italia           | 2h58'36"2       |
| -       | Ahmet Aytar             | Turchia          | Ritirato        |
| -       | Muhammad Ben Aras       | Pakistan         | Rit.            |
| -       | Lionel Billas           | Francia          | Rit.            |
| -       | Hong Jong-O             | Corea del Sud    | Rit.            |
| -       | Stanley Cox             | Gran Bretagna    | Rit.            |
| -       | Corsino Fernández       | Argentina        | Rit.            |
| -       | Raúl Inostroza          | Cile             | Rit.            |
| -       | Franjo Krajcar          | Jugoslavia       | Rit.            |
| -       | Egilberto Martufi       | Italia           | Rit.            |
| -       | James Peters            | Gran Bretagna    | Rit.            |
| -       | Constantin Radu         | Romania          | Rit.            |
| -       | Yoshitaka Uchikawa      | Giappone         | Rit.            |
| -       | Luis Velásquez          | Guatemala        | Rit.            |